# Nicolaes de Vree

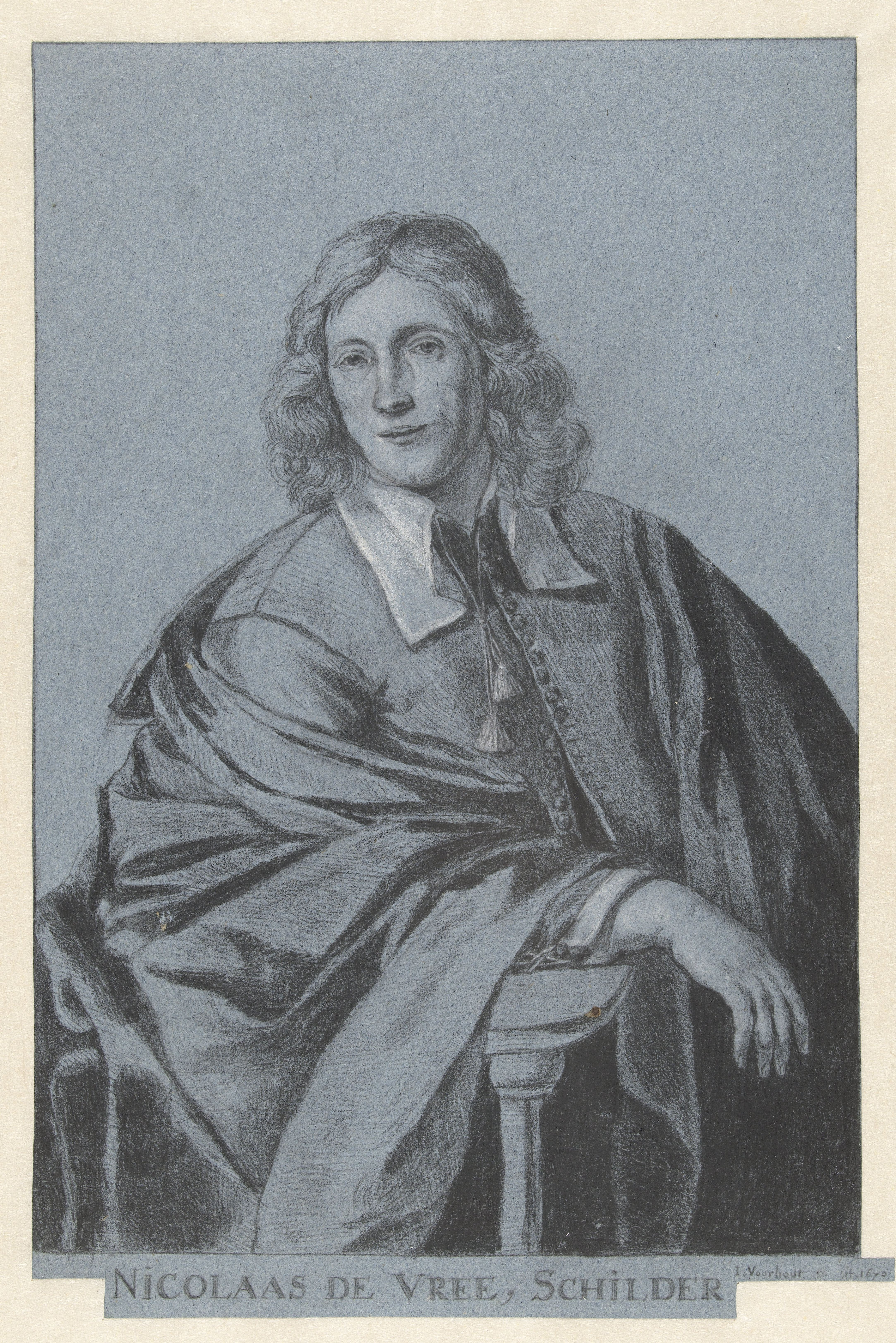
Nicolaas de Vree (Johannes Voorhout (I), 1670)

Nicolaes de Vree (Amsterdam, 3 december 1645 – Alkmaar, 16 april 1702) was een Noord-Nederlands schilder van landschappen en bloemstillevens.
Hij was de zoon van Jan Cornelisz de Vree en trouwde op 18 april 1670 in Amsterdam met Catrina de Bloem. In zijn latere jaren beperkte De Vree zijn sociale contacten tot de dichter en schilder Jan Luyken, met wie hij de leer van de theoloog Jakob Böhme deelde.
De Vree was actief als kunstenaar in Amsterdam van 1670 tot 1697, waarna hij zich in Alkmaar vestigde, waar hij tot zijn overlijden in 1702 werkte. Op 5 november 1697 werd hij meester in het Sint-Lucasgilde te Alkmaar. De Vree was een leerling van Jan Jansz. Wijnants en werd later de leermeester van Simon Eikelenberg. 

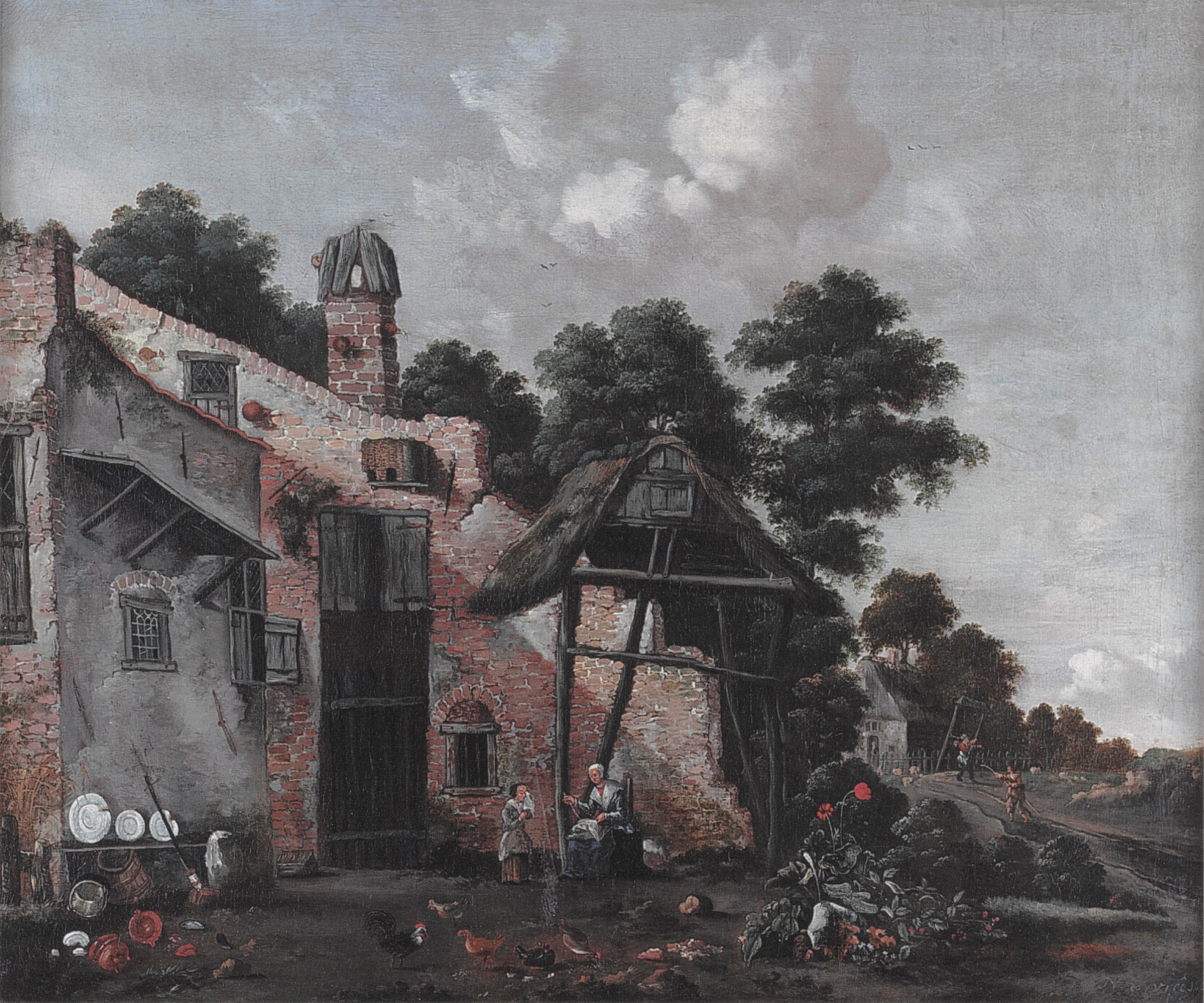
Gezicht op een erf bij een boerderij (1666)
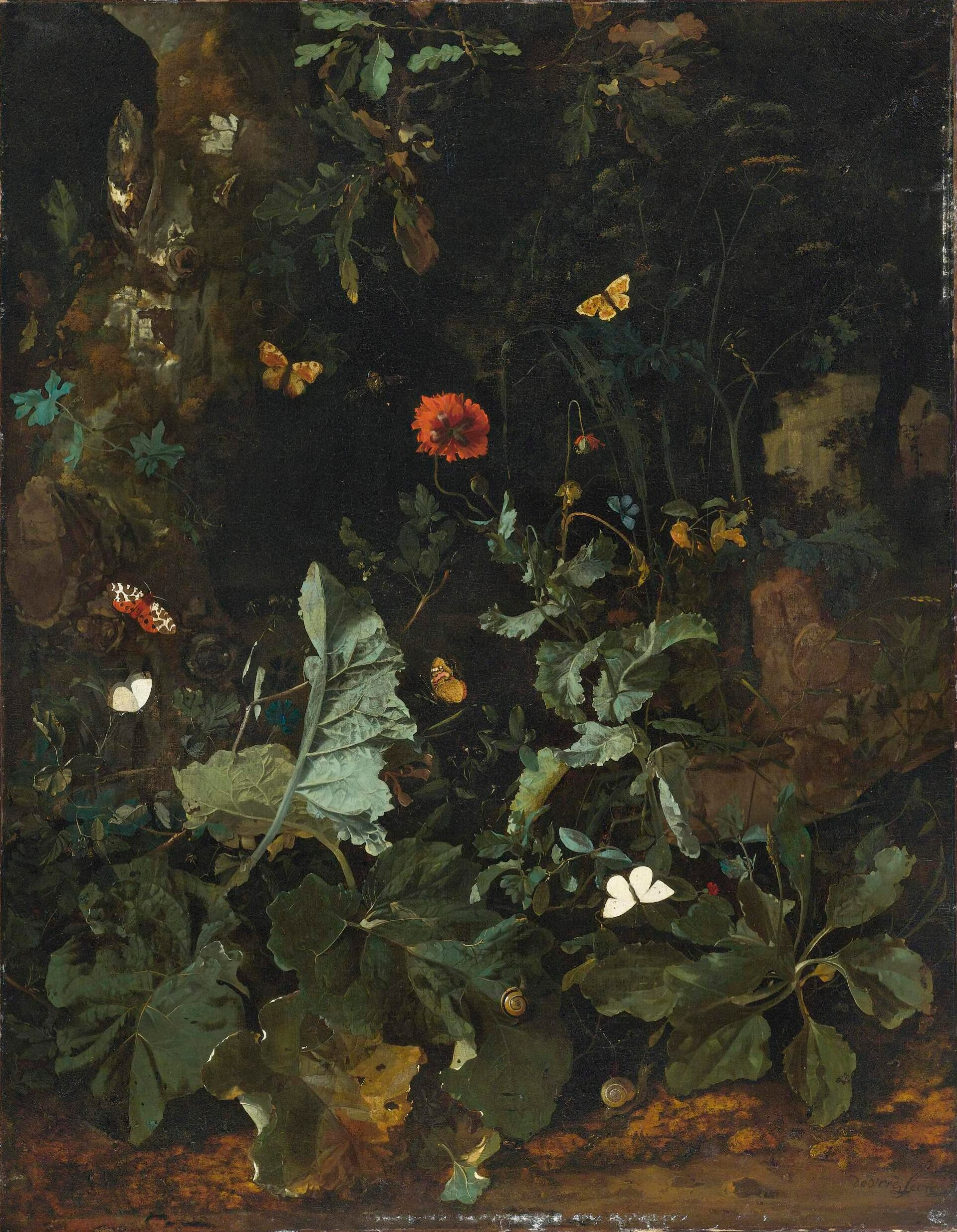
Stilleven met planten, bloemen en vlinders

- Biografisch Portaal: 49361918
- Digitale Bibliotheek voor de Nederlandse Letteren: vree018
- RKD-Nederlands Instituut voor Kunstgeschiedenis: 82018
- Union List of Artist Names: 500008460
- Virtual International Authority File: 95732695